# USS Independence (CV-62)
USS Independence (CV-62) je bio američki nosač zrakoplova u sastavu Američke ratne mornarice i jedan od nosača klase Forrestal. Bio je šesti brod u službi Američke ratne mornarice koji nosi ime Independence. Služio je od 1959. do 1998. godine.
Povučen je iz službe 1998. godine i čeka konačnu sudbinu. Zbog svojeg lošeg stanja u vrijeme povlačenja iz službe mornarica je odustala od toga da ga prenamjeni u muzej, pa je odlučeno da se potopi kao meta.

### Zajednički poslužitelj
|  | Zajednički poslužitelj ima stranicu o temi USS Independence (CV-62)    |
|  | Zajednički poslužitelj ima još gradiva o temi USS Independence (CV-62) |